# Macromia astarte
Macromia astarte – gatunek ważki z rodziny Macromiidae.